# محمد رنجبر
محمد رنجبر ملقب به «رئیس» (زاده ۱۱ دی ۱۳۱۳ – درگذشته ۸ تیر ۱۳۸۳) بازیکن و مربی سابق فوتبال ایران بود. وی سابقه بازی در باشگاه‌های شاهین، تاج تهران و پاس تهران را دارد. وی ۲۳ بازی ملی نیز در کارنامه دارد.

## سال‌های نخست
محمد رنجبر در کرمانشاه به دنیا آمد و تا پایان دوران دبیرستان خود در این شهر به سر برد. اولین تیم رسمی فوتبال او تیم شاهین کرمانشاه بود.

## دوران حرفه‌ای
بعد از پایان تحصیلات رنجبر به تهران آمد و وارد دانشکده افسری شد و ضمن تحصیل، فوتبال را در باشگاه تاج تهران ادامه داد. رنجبر تا سال ۱۳۴۱ در تیم تاج بازی کرد اما در سال ۱۳۴۲ با تأسیس رسمی پاس، مجبور به حضور در این تیم شد. تا ۶ سال بعد که از فوتبال کناره گرفت کاپیتان تیم پاس بود.
رنجبر در سال ۱۳۵۱ سرمربی تیم ملی فوتبال ایران بوده ‌است. در سال ۱۳۶۷ بعد از مدتها دوری از زمینه فعالیت اصلی خود مدیر فنی تیم فوتبال استقلال شد. در سال ۱۳۳۸ در حالی که ۲۵ ساله شده بود به عضویت تیم ملی ایران درآمد و با این تیم در مسابقات مقدماتی جام ملت‌های آسیا در هندوستان شرکت کرد. در سال ۱۳۴۲ به دنبال کنار رفتن پرویز دهداری از تیم ملی، بازوبند کاپیتانی فوتبال ایران را به بازو بست و این مسئولیت را تا سال ۱۳۴۶ حفظ کرد.
آخرین بازی رنجبر در تیم ملی ایران برابر تیم ملی ترکیه در دومین دوره‌های جام عمران منطقه ای در پاکستان بود.
او همچنین عضو و کاپیتان تیم ملی ارتش ایران هم بود. به دنبال پایان دوران بازیگری، رنجبر به مربیگری روی آورد و کلاس دتمار کرامر را در ژاپن با موفقیت پشت سر گذاشت. در پنجمین دوره جام ملت‌های آسیا (۱۹۷۲ - تایلند) ایران به دومین قهرمانی خود رسید، ایران در این دوره از مسابقات با سر مربیگری مرحوم محمد رنجبر پا به مسابقات گذاشت و موفق شد در بازی فینال با دو گل علی جباری و حسین کلانی دو بر یک کره جنوبی را شکست دهد. کار رهبری وی در تیم ملی فوتبال بسیار کوتاه بود و بعد از مسابقات جام استقلال در شهریور ماه سال ۱۳۵۱ از کار کنار گذاشته شد. وی به همراهِ خانواده خود مدتی در کشور آمریکا ساکن بود و اندکی پیش از انقلاب ۵۷ به ایران بازگشت. رنجبر مدتی را در شهر خود سپری کرد و در میانه دهه شصت با مسئولیت مدیر تیم استقلال به این تیم آمد. آخرین مسئولیت رنجبر در دوران پیری او در اختیارش قرار گرفت. رنجبر در دی ماه سال ۱۳۷۹ درحالی‌که ۶۷ ساله بود مدیر تیم ملی بزرگسالان شد و تا سال ۱۳۸۱ این مسئولیت را بر عهده داشت. او در بهار سال ۱۳۸۳ فوت کرد.

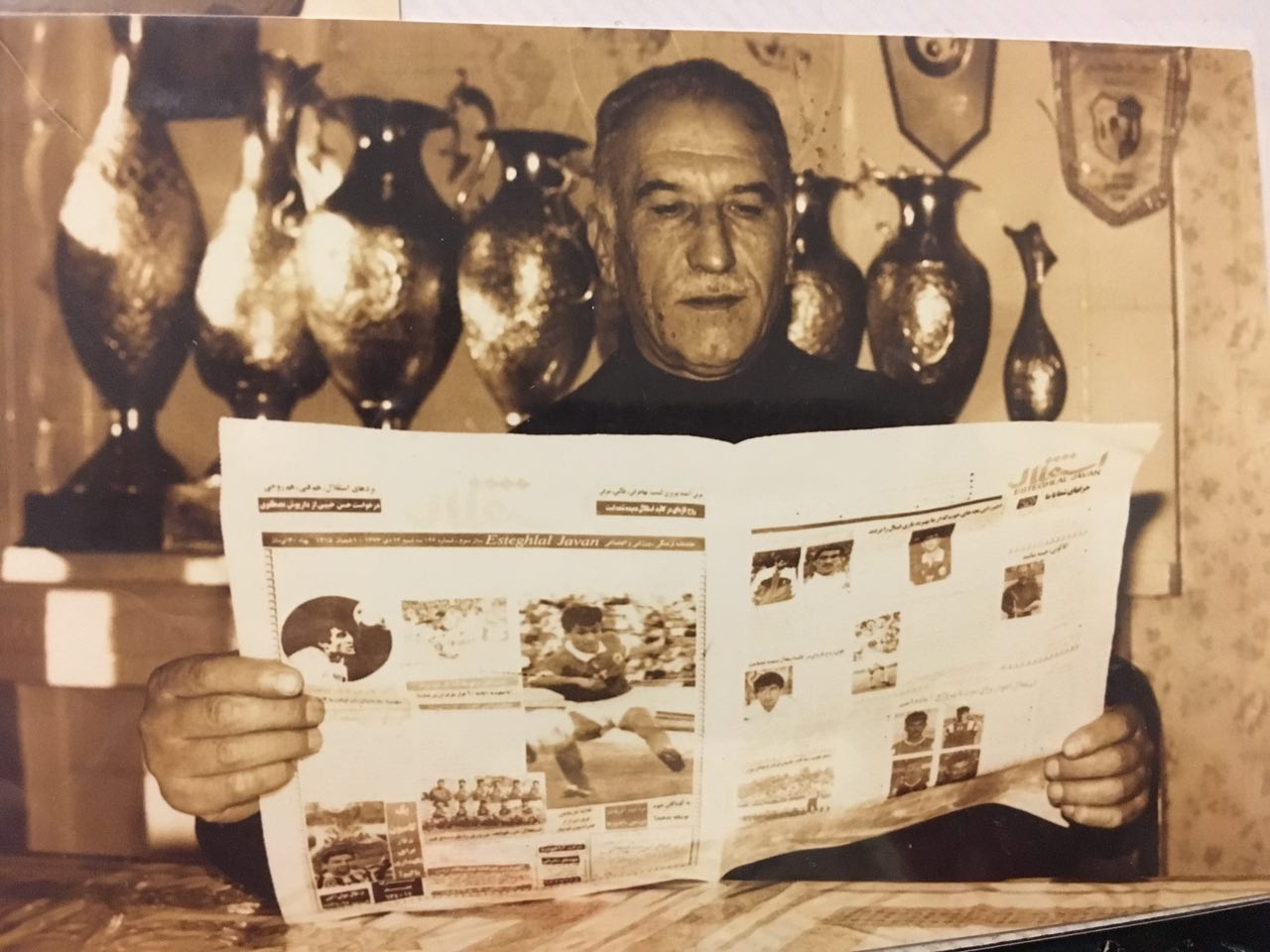

او به علت تفاوت در نوع دیدگاه، تا اواخر عمر از خدمت به فوتبال ایران محروم بود که نهایتاً توسط آقای مهندس صفایی فراهانی مجدداً به عنوان مدیر فنی و سرپرست تیم در دوره آقایان بلاژویچ و برانکو به کار فراخوانده شد و در دوره برانکو ایوانکوویچ به همراه تیم ملی در بازیهای آسیایی پوسان در سال ۲۰۰۲ موفق به دریافت جام قهرمانی نیز شد. کنفدراسیون فوتبال آسیا در سال ۲۰۱۰ و بعد از فوت این بازیکن سرشناس ایرانی در کوالالامپور و طی یک مراسم باشکوه در راستای تقدیر از مربیان برتر قاره آسیا لوح ستاره طلایی را به پسر ایشان (احمدرضا رنجبر) اهدا نمود. لازم است ذکر شود شخصیت با ثبات و رسمی و عقبه نظامی (افسر پلیس با درجه سرهنگی) عامل اصلی لقب رئیس برای ایشان بود که تمامی بازیکنان هم دوره با مدیریت فنی وی به قدرت رنجبر برای مدیریت بحرانهای روانی و فنی تیم ملی در آن دوره اذعان دارند. از بازیکنان سرشناس که خاطرات مشترک زیادی با این پیش‌کسوت دارند می‌توان از آقایان علی دایی، علی کریمی، مهدی مهدوی کیا، کریم باقری، جواد نکونام، یحیی گل محمدی، و تمامی هم نسلان دوره طلایی فوتبال ایران نام برد. لازم است ذکر شود که در دوران فوتبال ایشان هنوز تکنیک تکل در ایران به عنوان تکنیک دفاعی شناخته نشده بود که رنجبر با پیگیری تصاویر فوتبال اروپا و تمرین این تکنیک در ابتدا بر روی تشک کشتی و تمرین بیشتر آن بر روی چمن این تکنیک را به فوتبال ایران ارائه کرد. بهترین دوستان فوتبالی رنجبر آقایان فرامرز ظلی و حشمت مهاجرانی بودند که در تمامی لحظات فوتبالی و غیر فوتبالی روابط برادرانه آنها تا آخرین لحظه قطع نگردید.